# ديفيد ستيوارت دوسن
ديفيد ستيوارت دوسن (بالإنجليزية: David Stewart Dawson)‏ هو شخصية أعمال أسترالي، ولد في 1849، وتوفي في 6 أغسطس 1932.